# Погірцівська сільська рада
Погірцівська сільська рада — орган місцевого самоврядування у Самбірському районі Львівської області. Адміністративний центр — село Погірці.

## Загальні відомості
Погірцівська сільська рада утворена в лютому 1940 року. Територією ради протікає річка Дністер.

## Населені пункти
Сільській раді підпорядковані населені пункти:
- с. Погірці
- с. Конюшки-Королівські
- с. Конюшки-Тулиголівські
- с. Круковець
- с. Новий Острів

## Склад ради
Рада складається з 16 депутатів та голови.

### Керівний склад попередніх скликань
| ПІБ                      | Основні відомості                                                 | Дата обрання | Дата звільнення |
| ------------------------ | ----------------------------------------------------------------- | ------------ | --------------- |
| Каніцький Петро Іванович | Сільський голова, 1950 року народження, безпартійний              | 26.03.2006   | 31.10.2010      |
| Зварич Ореста Михайл     | Сільський голова, 1973 року народження, освіта вища, безпартійний | 31.10.2010   |                 |

Примітка: таблиця складена за даними джерела